# Lukasz Kieloch
Lukasz Kieloch (* 15. März 1976 in Ostrowiec Świętokrzyski) ist ein deutscher Wasserballspieler polnischer Herkunft.

## Lebenslauf
- 1992 – 2003 polnischer Nationalspieler
- 2004 – 2007 deutscher Nationalspieler
- 2001 – 2006 Spieler beim SV Cannstatt
- 2006 – 2011 Spieler in der Schweiz beim SC Horgen
- seit 2014 Trainer beim SC Horgen[1]

## Größte Erfolge
Größte Erfolge: (als Spieler)
- 1994 – 1998 Polnischer  Meister
- 2004 Teilnahme Olympische Spiele in Athen (5. Rang)
- 2005 Teilnahme Weltmeisterschaft (9. Rang)
- 2005 3. Rang in der Weltliga
- 2006 Deutscher Meister mit Cannstatt
- 2007 Teilnahme Weltmeisterschaft (8. Rang)
- 2007 Schweizermeister mit dem SC Horgen
- 2015 Schweizermeister als Trainer mit dem SC Horgen